# Cancellopollia ustulata
Cancellopollia ustulata is een slakkensoort uit de familie van de Buccinidae. De wetenschappelijke naam van de soort is voor het eerst geldig gepubliceerd in 1998 door Vermeij & Bouchet.